# Tarsotropidus nigmanni
Tarsotropidus nigmanni är en skalbaggsart som beskrevs av Schmidt 1922. Tarsotropidus nigmanni ingår i släktet Tarsotropidus och familjen långhorningar.
Artens utbredningsområde är Malawi. Inga underarter finns listade i Catalogue of Life.